# Илюткино
Илюткино (чув. Куракьел) — деревня в Нурлатском районе Республики Татарстан России. Входит в состав Степноозерского сельского поселения.

## География
Деревня находится в южной части Татарстана, в лесостепной зоне, в пределах Западного (Низкого) Закамского геоморфологического района, на берегах реки Аксумлы, при автодороге 16К-1301, на расстоянии примерно 11 километров (по прямой) к западу от города Нурлат, административного центра района. Абсолютная высота — 103 метра над уровнем моря.

### Климат
Климат характеризуются как умеренно континентальный, с холодной продолжительной зимой и тёплым летом. Среднегодовая температура воздуха составляет 3,8 °С. Средняя температура воздуха самого холодного месяца (января) — −11,8 °C; самого тёплого месяца (июля) — 19,5 °C. Среднегодовое количество атмосферных осадков составляет 517 мм, из которых около 365 мм выпадает в период с апреля по октябрь. Снежный покров держится в течение 152 дней.

### Часовой пояс
Деревня Илюткино, как и весь Татарстан, находится в часовой зоне МСК (московское время). Смещение применяемого времени относительно UTC составляет +3:00.

## Название
Чувашское название деревни чув.Курак Ел переводится как "Воронье поселение" возможно связано это с гнездованием стаи ворон. А русское название Илюткино по имени и фамилии основателя поселениня Илюта. 

## История
Деревня Илюткино основано выходцами из таких сел как Аксумла и Биляр Озеро.
Выходцы из села Илюткино основали выселки Березовка.
Первоначально поселение входило в  Мелекесский уезд Самарской губернии, до 1920 года входила в Старо-Максимкинскую волость Чистопольский уезд Казанской губернии.
Деревня Илюткина в 1898 году обозначалась в приходе села Николаевка в этом приходе числятся и другие деревни: Александровка и Владимировка (в 1 км), Николаевская Березовка в 3 км, Ерепкина

## Население
Население деревни Илюткино в 2011 году составляло 306 человек (чуваши)
1859 - 425
1897 - 672
1908 - 702
1920 - 818
1926 - 744
1938 - 640
1949 - 487
1958 - 485
1970 - 568
1979 - 412
1989 - 319
Большинство жителей покидали поселение и переезжали в ближайшие города Нурлат и Димитровград а так же в более крупные Казань, Самара, Ульяновск.

### Национальный состав
Согласно результатам переписи 2002 года, в национальной структуре населения чуваши составляли 90 % из 319 чел.